# Galatasaray Spor Kulübü 2016-2017 (pallavolo femminile)
Questa voce raccoglie le informazioni riguardanti il Galatasaray Spor Kulübü nelle competizioni ufficiali della stagione 2016-2017.

## Organigramma societario
Area direttiva
- Presidente: Dursun Özbek

Area tecnica
- Allenatore: Ataman Güneyligil
- Allenatore in seconda: Hakan Keçeli
- Assistente allenatore: Cihan Çintay
- SCoutman: Mert Altıntaş

## Rosa
| N° | Nome              | Ruolo | Data di nascita  | Nazionalità sportiva |
| -- | ----------------- | ----- | ---------------- | -------------------- |
| 1  | Sinead Jack       | C     | 8 novembre 1993  | Trinidad e Tobago    |
| 2  | Ezgi Arslan       | S     | 23 marzo 1992    | Turchia              |
| 3  | Nihan Yeldan      | L     | 7 febbraio 1982  | Turchia              |
| 4  | Işıl Öz           | L     | 12 aprile 1998   | Turchia              |
| 5  | Ada Germen        | S     | 24 giugno 1997   | Turchia              |
| 6  | Charlotte Leys    | S     | 18 marzo 1989    | Belgio               |
| 7  | Seda Tokatlıoğlu  | S/O   | 25 giugno 1986   | Turchia              |
| 8  | Su Zent           | C     | 25 marzo 1996    | Turchia              |
| 9  | Aslı Kalaç        | C     | 13 dicembre 1995 | Turchia              |
| 10 | Güldeniz Önal     | S     | 25 marzo 1986    | Turchia              |
| 11 | Gamze Alikaya     | P     | 1º gennaio 1993  | Turchia              |
| 13 | Nadia Centoni     | O     | 12 giugno 1981   | Italia               |
| 14 | Hristina Ruseva   | C     | 1º ottobre 1991  | Bulgaria             |
| 15 | İdil Kanbur       | S     | 30 agosto 1999   | Turchia              |
| 16 | Berfin Öztürk     | P     | 8 febbraio 2001  | Turchia              |
| 10 | Nursevil Aydınlar | P     | 28 novembre 1995 | Turchia              |

## Statistiche

### Statistiche di squadra
| Competizione     | Punti | In casa | In casa | In casa | In trasferta | In trasferta | In trasferta | Totale | Totale | Totale |
| Competizione     | Punti | G       | V       | P       | G            | V            | P            | G      | V      | P      |
| ---------------- | ----- | ------- | ------- | ------- | ------------ | ------------ | ------------ | ------ | ------ | ------ |
| Sultanlar Ligi   | 46,2  | 14      | 9       | 5       | 15           | 9            | 6            | 29     | 18     | 11     |
| Coppa di Turchia | -     | 0       | 0       | 0       | 0            | 0            | 0            | 1      | 0      | 1      |
| Coppa CEV        | -     | 4       | 4       | 0       | 4            | 2            | 2            | 8      | 6      | 2      |
| Totale           | -     | 18      | 13      | 5       | 19           | 11           | 8            | 38     | 24     | 14     |

G = partite giocate; V = partite vinte; P = partite perse

### Statistiche dei giocatori
| Giocatore      | Campionato | Campionato | Campionato | Campionato | Campionato | Coppa di Turchia | Coppa di Turchia | Coppa di Turchia | Coppa di Turchia | Coppa di Turchia | Challenge Cup | Challenge Cup | Challenge Cup | Challenge Cup | Challenge Cup | Totale | Totale | Totale | Totale | Totale |
| Giocatore      | P          | PT         | AV         | MV         | BV         | P                | PT               | AV               | MV               | BV               | P             | PT            | AV            | MV            | BV            | P      | PT     | AV     | MV     | BV     |
| -------------- | ---------- | ---------- | ---------- | ---------- | ---------- | ---------------- | ---------------- | ---------------- | ---------------- | ---------------- | ------------- | ------------- | ------------- | ------------- | ------------- | ------ | ------ | ------ | ------ | ------ |
| G. Alikaya     | 29         | 84         | 19         | 24         | 41         | 1                | 5                | 1                | 3                | 1                | 8             | 20            | 5             | 6             | 9             | 38     | 109    | 25     | 33     | 51     |
| E. Arslan      | 6          | 10         | 9          | 0          | 1          | 0                | 0                | 0                | 0                | 0                | 2             | 0             | 0             | 0             | 0             | 8      | 10     | 9      | 0      | 1      |
| N. Aydınlar    | 27         | 15         | 7          | 2          | 6          | 1                | 1                | 1                | 0                | 0                | 6             | 16            | 7             | 4             | 5             | 34     | 32     | 15     | 6      | 11     |
| N. Centoni     | 26         | 374        | 336        | 22         | 16         | 1                | 20               | 19               | 1                | 0                | 8             | 120           | 103           | 14            | 3             | 35     | 514    | 458    | 37     | 19     |
| A. Germen      | 28         | 16         | 9          | 0          | 7          | 1                | 2                | 1                | 0                | 1                | 6             | 15            | 9             | 1             | 5             | 35     | 33     | 19     | 1      | 13     |
| S. Jack        | 28         | 273        | 178        | 74         | 21         | 1                | 8                | 4                | 4                | 0                | 8             | 71            | 45            | 23            | 3             | 37     | 352    | 227    | 101    | 24     |
| A. Kalaç       | 29         | 157        | 102        | 35         | 20         | 1                | 7                | 5                | 1                | 1                | 8             | 21            | 13            | 2             | 6             | 38     | 185    | 120    | 38     | 27     |
| İ. Kanbur      | 0          | 0          | 0          | 0          | 0          | -                | -                | -                | -                | -                | 0             | 0             | 0             | 0             | 0             | 0      | 0      | 0      | 0      | 0      |
| C. Leys        | 27         | 201        | 153        | 18         | 30         | 1                | 8                | 8                | 0                | 0                | 8             | 60            | 46            | 8             | 6             | 36     | 269    | 207    | 26     | 36     |
| G. Önal        | 29         | 270        | 220        | 20         | 30         | 1                | 6                | 4                | 1                | 1                | 8             | 16            | 13            | 1             | 2             | 38     | 292    | 237    | 22     | 33     |
| I. Öz          | 10         | 0          | 0          | 0          | 0          | 0                | 0                | 0                | 0                | 0                | 3             | 0             | 0             | 0             | 0             | 13     | 0      | 0      | 0      | 0      |
| B. Öztürk      | 2          | 0          | 0          | 0          | 0          | -                | -                | -                | -                | -                | 1             | 1             | 0             | 0             | 1             | 3      | 1      | 0      | 0      | 1      |
| H. Ruseva      | 29         | 118        | 74         | 39         | 5          | 1                | 6                | 3                | 3                | 0                | 8             | 64            | 33            | 24            | 7             | 38     | 188    | 110    | 66     | 12     |
| S. Tokatlıoğlu | 27         | 266        | 234        | 17         | 15         | 1                | 20               | 19               | 1                | 0                | 8             | 102           | 88            | 9             | 5             | 36     | 388    | 341    | 27     | 20     |
| N. Yeldan      | 29         | 0          | 0          | 0          | 0          | 1                | 0                | 0                | 0                | 0                | 8             | 0             | 0             | 0             | 0             | 38     | 0      | 0      | 0      | 0      |
| S. Zent        | 3          | 1          | 1          | 0          | 0          | -                | -                | -                | -                | -                | 0             | 0             | 0             | 0             | 0             | 3      | 1      | 1      | 0      | 0      |

P = presenze; PT = punti totali; AV = attacchi vincenti; MV = muri vincenti; BV = battute vincenti